# Heidi Kommerell
Heidi Kommerell, née à Stuttgart, est une pianiste et fortepianiste classique allemande.

## Enregistrements
- 1999 : Domenico Scarlatti, 11 Sonaten : : K. 87, 127, 132, 135, 159, 169, 193, 247, 380, 386 et 481 (Audite)[2]
- 2001 : Felix Mendelssohn Bartholdy, Lieder Ohne Worte (Audite)[2]
- 2002 : Alma & Gustav Mahler, Lieder (Audite)[2]
- 2002 : Josephine Lang, Lieder (Audite)[2]
- 2004 : Edvard Grieg, Lyric Pieces (Musikproduktion Dabringhaus und Grimm)[2] sur forte-piano Nannette Streicher, 1829